# Плеханов, Александр Николаевич
Александр Николаевич Плеханов (1 марта 1932, Сысерть, Уральская область — 22 июля 2015, Саргазы, Челябинская область) — советский государственный и партийный деятель, член ЦК КПСС, первый секретарь Курганского областного комитета КПСС (25 июня 1985 года — 11 сентября 1990 года), председатель Курганского областного Совета народных депутатов (апрель — ноябрь 1990 года), депутат Верховного Совета СССР XI созыва и народный депутат СССР.

## Биография
Родился 1 марта 1932 года в семье служащего в рабочем поселке Сысерть Сысертского района Уральской области, ныне город, административный центр Сысертского городского округа Свердловской области.
В 1951 году поступил в Свердловский сельскохозяйственный институт, который окончил в 1956 году, получив специальность инженера-механика.
С 1956 года преподаватель училища механизации сельского хозяйства № 15, пос. Мирный Красноармейского района Челябинской области.
С 1958 года работал главным инженером совхозов «Сосновский» и «Лазурный» Красноармейского района Челябинской области.
С 1960 года член КПСС.
С 1961 года работал директором совхоза «Вперёд» Красноармейского района Челябинской области.
В 1964 году выдвинут на партийную работу. Избирался секретарём парткома Кизильского районного колхозно-совхозного производственного управления Челябинской области. 
В 1965—1972 годах — первый секретарь Кизильского райкома КПСС. В эти годы район стал победителем Всероссийского соцсоревнования.
В 1972 году стал заведующим сельскохозяйственным отделом Челябинского обкома КПСС.
С 1975 года в течение десяти лет работал секретарём Челябинского обкома КПСС.
В марте 1985 года утверждён инспектором ЦК КПСС.
25 июня 1985 года избран первым секретарём Курганского областного комитета партии.
С декабря 1985 года был членом исполкома областного Совета народных депутатов.
С 1986 года член ЦК КПСС.
С апреля 1990 года председатель Курганского областного Совета народных депутатов.
В сентябре 1990 года освобожден с поста первого секретаря Курганского обкома КПСС в связи с уходом на пенсию, а в ноябре и с поста председателя Курганского областного Совета народных депутатов.
В ноябре 1995 года вернулся в г. Челябинск.
Внёс большой вклад в социально-экономическое развитие Курганской области.
Избирался:
- Членом ЦК КПСС (1986—1991)
- Делегатом XXIV и XXVII съездов КПСС, XIX Всесоюзной конференции КПСС
- Депутатом Курганского областного Совета народных депутатов
- Депутатом Верховного Совета СССР XI созыва
- Народным депутатом СССР от Лебяжьевского территориального избирательного округа № 214 Курганской области.

Скончался 22 июля 2015 года в пос. Саргазы Сосновского района Челябинской области.

## Награды и звания
- Орден Ленина, 1967 год
- Орден Октябрьской Революции, 1971 год
- Две медали
- Диплом почёта Челябинского обкома КПСС, 1982 год

## Сочинения
- Плеханов А.Н. Продовольственная программа — всенародное дело. — Челябинск: Юж.-Урал. кн. изд-во, 1984. — 76 с. — 5000 экз.[5]
- Плеханов А.Н. Картофелеводство и овощеводство Южного Урала // Картофель и овощи. 1982. № 12;